# 9-я бронекавалерийская бригада марин
9-я бронекавалерийская бригада марин (фр. 9e brigade d'infanterie de marine (9e BIMa)) — тактическое соединение войск марин сухопутных войск Франции. Входит в состав 1-й дивизии. В отличие от КМП США, войска марин не являются родом войск: не имеют единого командования, учебных заведений, доктрины применения присущих родам войск. 9-я бкбр является активным участником операций в Сенегале, Французской Гвиане, Майотте и Джибути. Помимо этого бригада взаимодействует с ВМС в качестве сухопутного компонента в военных операциях.

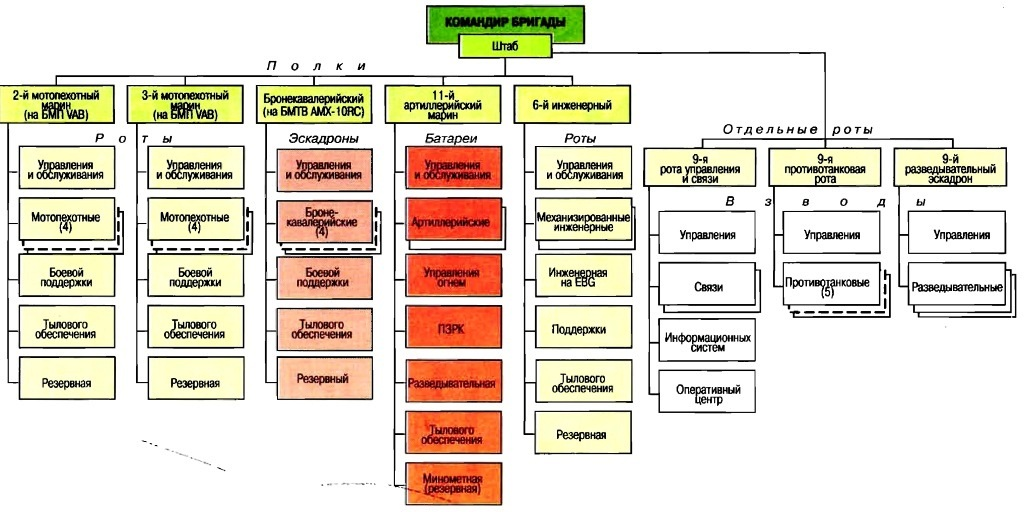
ОШС 9-й бронекавалерийской бригады марин в 2010 году.

Части 9-й бронекавалерийской бригады марин дислоцируются в западных регионах Франции: Бретань, Пеи-де-ла-Луар и Новая Аквитания.

## Описание
9-я бронекавалерийская бригада марин считается продолжателем традиций «голубой дивизии» (Division Bleue) Второй империи. Голубая дивизия отметилась стойкостью в боях у Базея 31 августа — 1 сентября 1870 года во Франко-прусской войне, а также 9-й колониальной пехотной дивизии, созданной в 1943 году в Алжире, принявшей участие во Второй мировой войне и освобождении Франции в составе 1-й армии Свободной Франции. 9-я колониальная пехотная дивизия участвовала в подавлении мятежа в Индокитае и, затем, расформирована в 1954 году.
Собственно текущее формирование создано в 1963 году в Бретани как 9-я пехотная бригада марин. Затем переформирована в 9-ю пехотную дивизию марин в 1976 году, в 1986 году она стала 9-й бронекавалерийской дивизией марин. В 1999 дивизию переформировали в 9-ю бронекавалерийскую бригаду марин.

## Задачи
Соединение предназначено совершать глубокие рейды по тылам на глубину до 100 км с целью дезорганизации снабжения управления войск противника.
Бригада может проводить прибрежные десантные операции для захватов плацдармов на побережье. Вести уличные бои. Решать задачи войсковой разведки.

## Организация

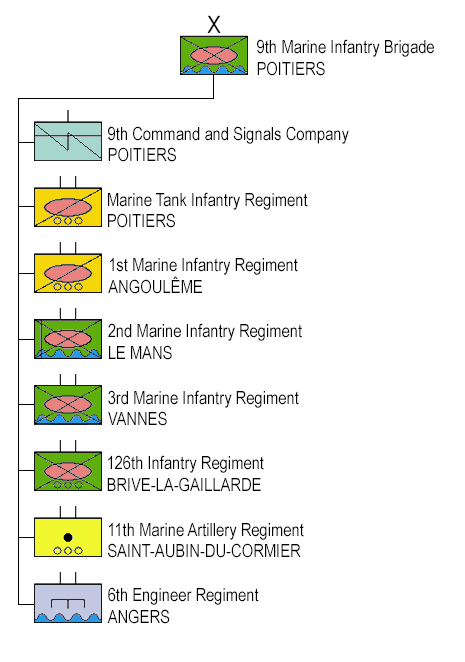
ОШС 9-й бркбрм на 2023 год (условные тактические знаки НАТО).

На 1 июля 2016 года бригада насчитывает 8000 человек личного состава.
- Штаб бригады располагается в Пуатье. 150 штабистов и 60 резервистов.
- Бронекавалерийский полк марин (Régiment d’infanterie chars de marine (RICM)) располагается в районе Лядмиро, Пуатье.

Бронетехника: БМТВ AMX-10RC, бронетранспортёры VAB c HOT, VBL с Milan.
- 1-й бронекавалерийский полк марин (1er régiment d’infanterie de marine (1er RIMA)) располагается в районе Файоль, Ангулем.

Бронетехника: 18 БМТВ AMX-10RC; 16 VAB, в том числе три VAB T20/13; 57 VBL, в том числе 4 VBL с ПТРК Milan и 10 VBLL.
- 2-й пехотный полк марин (2e régiment d’infanterie de marine (2e RIMA)) располагается в районе Казарм Мартина Пальера, Шампань (близ Ле-Мана).
- 3-й пехотный полк марин (3e régiment d’infanterie de marine (3e RIMA)) располагается в районе Фош-Делетрэн, Ван.

Бронетехника: 4 роты на VAB, 1 рота на VBL, в том числе с ПТРК Milan, 1 рота на VAB MEPHISTO с ПТРК HOT.
- 126-й пехотный полк (126e régiment d’infanterie (126e RI)) располагается в районе Коричневых казарм, Брив-ла-Гайард. Переведён 1 июля 2016 из состава 3-й пехотной бригады. Бронетехника: VAB.[8]
- 11-й артиллерийский полк марин (11e régiment d’artillerie de marine (11e RAMA)) располагается в районе Кэмп-де-ля-Ланд-Дуи, коммуна Сен-Обен-дю-Кормье.

Вооружение: 155-мм гаубица TRF1, 155-мм САУ CAESAR, 120-мм миномёты RTF1, 20-мм пушки M621, ПЗРК Мистраль
- 6-й инженерный полк (6e régiment du génie (6e RG)) располагается в районе Верно́, Анже. 1200 чел.

Инженерная техника: 23 VAB Génie, 18 PVP, 8 погрузчиков EGRAP, 9 самосвалов Scania, 2 бульдозера D6K и D6D, 2 путепрокладчика EGAME, 6 паромно-мостовых машин EFA F2, 22 понтонных моста PFM F2, 6 КРВД MATS,  2 автокрана Liebherr, землеройные машины, мобильные электростанции и оборудование для очистки воды. Прочая техника: мотоциклы, VL, PL, SPL, TC, автоцистерны, санитарные автомобили.
- Три подразделения боевого обеспечения располагается в Пуатье:
  - 9-я рота связи марин (9e compagnie de commandement et de transmissions de marine (9e CCTMa))
  - Рота радиолокационной разведки (Un escadron d'éclairage et d’investigation (EEI 9/RICM))
  - Разведывательная батарея (Une batterie de renseignement brigade (BRB 9/11e RAMa)). Подразделение войсковой разведки. Имеет в своём составе средства радиоэлектронной разведки, БПЛА и непосредственного наблюдения в видимом оптическом диапазоне.
- Два учебных центра (Centres de formation initiale des militaires du rang d’Angoulême et de Coëtquidan (CFIM Angoulême Coëtquidan))
  - Учебный центр в Ангулеме.[12]
  - Учебный центр в Гере (Коткидан).[12]
- Оркестр (багад) в составе 30 человек в Пуатье.

## Командиры
- 2003—2005 — Жан-Поль Тонье (Jean-Paul Thonier)
- 2005—2007 — Эрве Карпентье (Hervé Charpentier)
- 2007—2009 — Эрик Боннемайсон (Éric Bonnemaison)
- 2009—2011 — Жан-Франсуа Огар (Jean-François Hogard)
- 2011—2013 — Франсуа Леквант (François Lecointre)
- 2013—2015 — Винсен Гуйони (Vincent Guionie)
- 2015 — Франсуа Лябюз (François Labuze)

## Боевые действия
Подразделения бригады, в числе которых были 2-й и 3-й пехотные полки марин, 11-й артиллерийский полк марин, 6-й инженерный полк, принимали участие в операции «Сервал» в Мали, в 2013 году.